# NGC 677
NGC 677 је елиптична галаксија у сазвежђу Ован која се налази на NGC листи објеката дубоког неба.
Деклинација објекта је + 13° 3' 21" а ректасцензија 1h 49m 14,0s. Привидна величина (магнитуда) објекта NGC 677 износи 12,2 а фотографска магнитуда 13,2. NGC 677 је још познат и под ознакама UGC 1275, MCG 2-5-42, CGCG 437-39, NPM1G +12.0057, IRAS 01464+1249, PGC 6673.